# Episodi di Un salto nel buio (terza stagione)
La terza  stagione della serie televisiva Un salto nel buio, composta da 22 episodi, è andata in onda negli Stati Uniti dal 28 settembre 1986 al 17 maggio 1987 in Syndication.
In Italia è stata trasmessa a partire dall'agosto 1988 su Odeon TV, senza seguire l'ordine cronologico degli episodi originali.
| nº | Titolo originale              | Titolo italiano             | Prima TV USA      | Prima TV Italia |
| -- | ----------------------------- | --------------------------- | ----------------- | --------------- |
| 1  | The Circus                    | Il circo degli orrori       | 28 settembre 1986 | 15 agosto 1988  |
| 2  | I Can't Help Saying Goodbye   |                             | 5 ottobre 1986    |                 |
| 3  | The Bitterest Pill            | La pillola più amara        | 12 ottobre 1986   |                 |
| 4  | Florence Bravo                | Suggestione infernale       | 19 ottobre 1986   | 18 agosto 1988  |
| 5  | The Geezenstacks              | La casa delle bambole       | 26 ottobre 1986   |                 |
| 6  | Black Widows                  | Vedove nere                 | 2 novembre 1986   |                 |
| 7  | Heretic                       |                             | 9 novembre 1986   |                 |
| 8  | A Serpent's Tooth             |                             | 16 novembre 1986  |                 |
| 9  | Baker's Dozen                 |                             | 23 novembre 1986  |                 |
| 10 | Deliver Us from Goodness      | Potere benefico             | 30 novembre 1986  |                 |
| 11 | Seasons of Belief             | Diabolica realtà            | 29 dicembre 1986  |                 |
| 12 | Miss May Dusa                 | Occhi che uccidono          | 18 gennaio 1987   | 8 agosto 1988   |
| 13 | The Milkman Cometh            |                             | 25 gennaio 1987   |                 |
| 14 | My Ghostwriter - The Vampire  |                             | 1 febbraio 1987   |                 |
| 15 | My Own Place                  |                             | 8 febbraio 1987   |                 |
| 16 | Red Leader                    |                             | 15 febbraio 1987  |                 |
| 17 | Everybody Needs a Little Love | Tutti hanno bisogno d'amore | 22 febbraio 1987  | 16 agosto 1988  |
| 18 | Auld Acquaintances            | Le due streghe              | 1 marzo 1987      |                 |
| 19 | The Social Climber            |                             | 8 marzo 1987      |                 |
| 20 | The Swap                      | Clausola infernale          | 3 maggio 1987     | 6 agosto 1988   |
| 21 | Let the Games Begin           | Che il gioco cominci        | 10 maggio 1987    | 11 agosto 1988  |
| 22 | The Enormous Radio            | Non ascoltare quella radio  | 17 maggio 1987    |                 |

## Il circo degli orrori
- Titolo originale: The Circus
- Diretto da: Michael Gornick
- Scritto da: Sydney J. Bouns (soggetto), George A. Romero (sceneggiatura)
- Interpretato da: William Hickey (Dr. Nis), Kevin O'Connor (Bragg), Ed French (la creatura), David Thornton (il lupo mannaro), Jacques Sandulescu (Nanoosh)

### Trama
Bragg è un giornalista che ha scritto molti articoli criticando e deridendo il mondo del circo. Una sera ha un piccolo incidente con l'auto, che lo porta a fermarsi vicino al "Circo delle meraviglie" del Dottor Nis, il quale lo accoglie e gli fa fare un giro personalizzato dietro le quinte, presentandogli da vicino tutte le sue orribili attrazioni.

## I Can't Help Saying Goodbye
- Diretto da: John Strysik
- Scritto da: Ann Mackenzie (soggetto), Jule Selbo (sceneggiatura)
- Interpretato da: Alison Sweeney (Karen), Brian Benben (Max Smith), Loren Cedar (Libby), LaGloria Scott (Susie Allen), Helen Duffy (Flora)

### Trama
La piccola Karen osserva sua sorella Libby che bacia il fidanzato Max mentre sua mamma Susie sta per cucinare un dolce nel forno a gas. Inavvertitamente lascia il gas aperto, dimenticandosi di accenderlo, e poco dopo Karen si avvicina, le prende le guance tra le mani e le dice addio. Fatto questo si allontana con Libby e Max, e subito dopo la madre accende un fiammifero, facendo esplodere la cucina e morendo sul colpo. Qualche tempo dopo, Karen fa la stessa cosa con l'amica Flora, e quest'ultima uscendo dalla casa di Karen scivola e si rompe l'osso del collo. Karen ha l'abilità di prevedere la morte di un individuo, ma Max e Libby, sgomenti, a questo punto credono che possa essere in grado di provocarla, non solo di prevederla.

## La pillola più amara
- Titolo originale: The Bitterest Pill
- Diretto da: Bryan Michael Stoller
- Scritto da: Frederik Pohl (soggetto), Michael P. Kube-McDowell, Jule Selbo (sceneggiatura)
- Interpretato da: Mark Blankfield (Tinker), Joe Carafello (Harlan Bender), Catherine Battistone (Margery Bender), Jason Horst (Jonathan Bender), John Marzilli (Kopec)

### Trama
La famiglia Bender, composta da Harlan, Margery e il figlio Jonathan, è una famiglia normale, ma improvvisamente la fortuna bussa alla sua porta: Margery vince 10 milioni di dollari a una lotteria. Da quel momento, oltre alla fortuna, alla porta dei Bender bussano decine di approfittattori in cerca di soldi. Uno di essi è Tinker, un vecchio amico di Margery, il quale sostiene di aver inventato una pillola prodigiosa in grado di potenziare enormemente la memoria di chi la assume, e vuole convincere Harlan a finanziarlo. Nonostante i suoi sforzi, Harlan non gli crede e lo caccia di casa, ma per sbaglio Jonathan mangia alcune di queste pillole.

## Suggestione infernale
- Titolo originale: Florence Bravo
- Diretto da: John Lewis
- Scritto da: Edithe Swensen
- Interpretato da: David Hayward (Dr. David McCall), Lori Cardille (Emily McCall), Carol Levy (Juliann Hanratty), Lauren Klein (Florence Bravo)

### Trama
David ed Emily McCall si trasferiscono in una vecchia casa, per cambiare vita, dopo che Emily è stata vittima di un esaurimento nervoso. I primi proprietari della casa furono i coniugi Charlie e Florence Bravo; un giorno Charlie venne ritrovato morto, ucciso da tre colpi di pistola, mentre Florence se ne stava tranquillamente a lavorare a maglia seduta su di una sedia a dondolo. Dopo qualche tempo Emily, quando è sola in casa, comincia a sentire una voce che la incita a vendicarsi, poiché suo marito la starebbe tradendo, e contemporaneamente la vecchia sedia a dondolo si muove da sola.

## La casa delle bambole
- Titolo originale: The Geezenstacks
- Diretto da: Bill Travis
- Scritto da: Fredric Brown (soggetto), Nancy Doyne (sceneggiatura)
- Interpretato da: Craig Wasson (Sam Hummel), Tandy Cronyn (Edith Hummel), Lana Hirsch (Audrey Hummel), Larry Pine (lo zio Richard), Stephanie Cassel (l'agente immobiliare)

### Trama
Lo zio Richard va in visita alla famiglia di sua sorella, Edith, e porta in dono alla nipotina Audrey una grande casa delle bambole con quattro pupazzi, che la bambina chiama "famiglia Geezenstack". Un giorno Sam, il capofamiglia, sente Audrey parlare per gioco a uno dei pupazzi, predicendo il fatto che sua madre avrebbe acquistato un cappotto nuovo, cosa poi puntualmente avvenuta. In seguito, Audrey rimprovera uno dei pupazzi dicendo che con il raffreddore non avrebbe dovuto recarsi al lavoro, e il giorno dopo Sam ha il raffreddore. Sam allora comincia ad avere timore di ciò che Audrey potrebbe dire ai pupazzi.

## Vedove nere
- Titolo originale: Black Widows
- Diretto da: Karl Epstein
- Scritto da: Michael McDowell
- Interpretato da: Margaret O'Brien (Mildred Webster), Theresa Saldana (Audrey Webster), Joe D'Angerio (Robert), Paul Eiding (Reverendo Joy), Howard Dayton (il venditore ambulante)

### Trama
Mildred e Audrey Webster sono madre e figlia. Un bel giorno Audrey presenta alla madre Robert, che intende sposarla, ma le donne della famiglia Webster nascondono un terribile segreto, che si manifesterà il primo giorno di matrimonio.

## Heretic
- Diretto da: Gerald Cotts (alias Jerry Smith)
- Scritto da: Edithe Swensen
- Interpretato da: Bruce MacVittie (Harte), Michael O'Hare (Jimmy), Alan Scarfe (il monaco), Roberts Blossom (l'inquisitore), Dominic Marcus (l'assistente dell'inquisitore)

### Trama
Harte è un mercante d'arte senza scrupoli, che traffica in oggetti rubati. Un giorno si presenta da lui Jimmy, una specie di ricettatore, che gli porta una cassa nella quale assicura esservi oggetti di grande valore. Dopo aver estratto cianfrusaglie di ogni tipo, tra cui una vecchia ciotola, nel doppiofondo viene rinvenuta una tela del XVI secolo di grande valore. Poco dopo essere rimasto solo, Harte riceve la visita di un monaco, che gli spiega che la ciotola era appartenuta a San Bartolomeo, con la quale dava da mangiare ai poveri, e gli chiede di convertirsi e di restituire le opere rubate. Harte rifiuta, e ne subisce le amare conseguenze.

## A Serpent's Tooth
- Diretto da: Frank De Palma
- Scritto da: Edithe Swensen
- Interpretato da: Renée Taylor (Pearl King), Brett Marx (Marc King), JoAnn Willette (Madlene King), Louis Quinn (Myron), Jared Rushton (Richie), Ron Sloan (Barry)

### Trama
Pearl King è una vedova che vive con i suoi giovani figli Marc e Madlene. I due, com'è tipico della loro età, tendono a fare di testa loro e non vogliono seguire i consigli e le attenzioni della madre; questo addolora Pearl, la quale si rivolge all'amico Myron per avere aiuto. Myron consegna a Pearl un amuleto, costituito dal dente di un serpente, dicendole di fare molta attenzione, in quanto possiede un grande potere. Pearl lo mette al collo e si comporta come al solito, ma con il potere dell'amuleto i suoi consigli e le sue attenzioni ora vengono eseguiti alla lettera; purtroppo Pearl ha la tendenza a esagerare, e ciò causa notevoli problemi.

## Baker's Dozen
- Diretto da: John Harrison (alias John Sutherland)
- Scritto da: Scott Edelman (soggetto), George A. Romero (sceneggiatura)
- Interpretato da: Mabel King (Ruby Cuzzins), Vernon Washington (Aloysius Cuzzins), Larry Manetti (Henry Hogan), Therese Pare (Helen Hogan)

### Trama
Ruby Cuzzins è la titolare di un piccola pasticceria a New Orleans; nel negozio lavora anche il padre, Aloysius, costretto a lavorare giorno e notte dalla dispotica figlia, che in questo modo si vendica per essere stata da lui abbandonata quando era bambina. I biscotti prodotti da Ruby sono eccellenti, disponibili in dodici tipi; un giorno si presenta in negozio Henry Hogan, un agente pubblicitario, che intende promuovere l'attività di Ruby. Aloysius di nascosto gli porge un tredicesimo tipo di biscotto, normalmente non in commercio: un omino di pan di zenzero, che ha un grande e terribile potere; Ruby, infatti, è anche maestra del Vudù.

## Potere benefico
- Titolo originale: Deliver Us from Goodness
- Diretto da: Warner Shook
- Scritto da: Suzette Haden Elgin (soggetto), Jule Selbo (sceneggiatura)
- Interpretato da: Kaiulani Lee (Valeria Cantrell), Steve Vinovich (Julian Cantrell), Jane Adams (Charlotte Rose Cantrell), Albert Macklin (il giovane sacerdote), Mary Louise Wilson (Ruby), Bill McIntyre (Mr. Tabbitt)

### Trama
Julian Cantrell intende candidarsi a sindaco della propria cittadina e invita a cena il signor Tabbitt, uno dei potenziali elettori. Qui accade qualcosa di straordinario: la moglie di Julian, Valeria, a un certo punto si illumina e comincia a esaudire ogni desiderio. Valeria si rende conto che è stata beneficiata da una sorta di "santità", fatto confermato dopo aver consultato un giovane sacerdote, ma questo è un dono poco gradito, in quanto interferisce con la campagna elettorale del marito. Ella comincia così a commettere i peccati elencati nei Dieci Comandamenti, nel tentativo di tornare normale.

## Diabolica realtà
- Titolo originale: Seasons of Belief
- Diretto da: Michael McDowell
- Scritto da: Michael Bishop (soggetto), Michael McDowell (sceneggiatura)
- Interpretato da: E.G. Marshall (il padre), Margaret Klenk (la madre), Sky Berdahl (Jimbo), Jenna von Oÿ (Stefa), Mark Capri (lo zio Michael)

### Trama
La sera della Vigilia di Natale una famiglia (padre, madre e due bambini) è riunita nel salotto. I due bambini, Jimbo e Stefa, si annoiano, così il padre comincia a raccontare una favola, secondo la quale dall'altra parte della montagna dove vive Babbo Natale, al Polo Nord, c'è una grotta dove vive un orrido mostro, lo "Stritolatore", e più si pronuncia il suo nome, più le sue orecchie si ingrandiscono, e con esse può volare fino alla casa dell'incauto narratore.

## Occhi che uccidono
- Titolo originale: Miss May Dusa
- Diretto da: Richard Blackburn
- Scritto da: Richard Blackburn
- Interpretato da: Sofia Landon Geier (Miss May Dusa), Gary Majchrazak (Jimmy James), Steve Tracy (il ladro), Yolanda Childress (donna con la borsa)

### Trama
Un ladro si intrufola nottetempo nel magazzino di un negozio; urta un manichino, gli fa cadere gli occhiali da sole che porta e incrocia il suo sguardo: il manichino si anima e diventa una giovane donna, e il ladro diventa un manichino. La donna indossa un paio di occhiali da sole, esce e scende nella metropolitana, dove incontra un suonatore di sax, Jimmy James. Qui la donna comincia a ricordare il suo passato, e il suo nome, May Dusa, proprio come l'antica divinità che pietrificava gli uomini con il suo sguardo.

## The Milkman Cometh
- Diretto da: John Strysik
- Scritto da: Charles L. Grant (soggetto), Donald Wollner (sceneggiatura)
- Interpretato da: Robert Forster (Gary Cooley), Shannon Wilcox (Ruth Cooley), Chad Allen (Sandy), Seymour Cassel (Howard), Barbara Sloane (Edna)

### Trama
Gary Cooley è un grafico pubblicitario che guadagna un misero stipendio. Un giorno il figlio Sandy gli parla del lattaio della zona, cui tutti, oltre alla fornitura di latte, chiedono qualcosa, in quanto vengono puntualmente accontentati. Gary prova così anche a lui a chiedere soldi, idee per il romanzo che sta scrivendo e una figlia femmina, poiché la moglie Ruth ne perse una durante la gravidanza, qualche tempo prima: tutte le sue richieste vengono soddisfatte. Il lattaio è una figura misteriosa, in quanto consegna in piena notte e nessuno è mai riuscito a vederlo, ma una notte Gary tenta di incontrarlo, per chiedere che la figlia nasca il prima possibile.

## My Ghostwriter - The Vampire
- Diretto da: Frank De Palma
- Scritto da: Scott Edelman (soggetto), Peter O'Keefe (sceneggiatura)
- Interpretato da: Jeff Conaway (Peter Prentice), Roy Dotrice (il vampiro, conte Jeffrey Draco), Jillie Mack (Jayne), Chi Chi Navarro (la donna delle pulizie)

### Trama
Peter Prentice è uno scrittore di libri horror che trattano storie di vampiri, tutti di mediocre valore, e praticamente gran parte scritti da Jayne, la sua collaboratrice. Una notte gli compare in casa un vampiro vero, il conte Draco, che in cambio di un posto dove trascorrere il giorno, chiuso nella sua bara, racconta a Peter la sua storia personale, ricchissima di avvenimenti. Il primo libro tratto da queste storie è un grande successo, e Jayne, licenziata da Peter, torna da lui per capire da chi abbia ricevuto questo materiale, in quanto non crede che sia farina del suo sacco.

## My Own Place
- Diretto da: Ted Gershuny
- Scritto da: Ted Gershuny, Perry Lang
- Interpretato da: Perry Lang (Sandy Darhaus), Harsh Nayyar (Ram), Nancy Travis (Laura), Bina Sharif (Maya), Caryn West (Cynthia)

### Trama
Sandy, un giovane broker che lavora alla Borsa di New York, trova un appartamento in una zona centrale della città con un affitto molto vantaggioso. Durante la prima notte che trascorre al suo interno, ha un sogno nel quale viene avvicinato e pressato da un gran numero di indiani, quasi come se si trovasse in una affollata strada di Calcutta. Egli si sveglia improvvisamente, e trova una persona nell'appartamento, Ram, un giovane indiano, che sembra manifestarsi solamente quando Sandy è solo.

## Red Leader
- Diretto da: John Harrison
- Scritto da: Edithe Swensen
- Interpretato da: Joe E. Tata (Alex Hayes), Peter Bromilow (il leader dell'inferno), Brioni Farrell (Amanda Caine), Carmine Caridi (Jake Caine), Joseph Della Sorte (servitore)

### Trama
Alex Hayes è un imprenditore senza scrupoli, che è appena diventato il capo unico della propria società, in quanto l'altro socio, Jake Caine, è deceduto. Il suo primo atto è quello di impadronirsi di tutti i beni del socio, lasciando Amanda Caine, la vedova, senza sostanze. Amanda si reca da lui per cercare di ottenere qualcosa, senza successo, ma dopo che lei se ne è andata improvvisamente si apre un foro nel pavimento e ne esce Jake, il socio defunto, scappato momentaneamente dall'inferno, che vuole i documenti compromettenti della società per essere maggiormente considerato nella gerarchia infernale. Dopo di lui esce il leader dell'inferno, che offre ad Alex un posto di primo piano nella propria organizzazione.

## Tutti hanno bisogno d'amore
- Titolo originale: Everybody Needs a Little Love
- Diretto da: John Harrison
- Scritto da: Robert Bloch (soggetto), John Harrison (sceneggiatura)
- Interpretato da: Jerry Orbach (Roberts), Richard Portnow (Curtis), Teresa L. Jones (Estelle), Don Peoples (tenente Mann), Philip Lenkowsky (un detective)

### Trama
Roberts è un agente delle assicurazioni che ama passare il tempo libero al bar. Qui conosce Curtis, che come lui ama bere, in quanto entrambi sono divorziati. Una sera, dopo aver bevuto molto come al solito, Curtis invita Roberts a casa sua, ma prima passa nel magazzino di un negozio di abbigliamento e ruba un manichino con sembianza di donna che mette in mezzo al salotto e comincia a chiamare Estelle. A un certo punto Curtis si mette a ballare con il manichino, Roberts decide di rientrare a casa ma poco prima di andarsene guarda il manichino, abbracciato a Curtis, e ha la sensazione che esso lo stia fissando negli occhi.

## Le due streghe
- Titolo originale: Auld Acquaintances
- Diretto da: Richard Friedman
- Scritto da: Edithe Swensen
- Interpretato da: Sally Gracie (Mary Hobbs), Linda Thorson (Elizabeth Eaton)

### Trama
Mary Hobbs ed Elizabeth Eaton sono due streghe che si incontrano in quello che un tempo fu un carcere per persone accusate di stregoneria, ora diventato un museo. Circa trecento anni prima, le due proprio in quel carcere stipularono un patto di sangue, secondo il quale ognuna di esse avrebbe posseduto per un anno, alternativamente, un potente talismano. Attualmente esso è in possesso di Elizabeth, la quale ha avuto un anno ricco di successo, al contrario di Mary, che non vede l'ora di rientrare in suo possesso per riscattare un anno pieno di disgrazie.

## The Social Climber
- Diretto da: Armand Mastroianni
- Scritto da: Ellen Sandhaus
- Interpretato da: Albert Hague (Anthony), Robert Romanus (Rob l'apprendista), Talia Balsam (Gail), Leslie Chain (Laura Grant), Irene Roseen (la domestica)

### Trama
Il vecchio Anthony ha una piccola bottega di calzolaio, che ha tra i clienti gente ricca e famosa. Anthony ha un segreto, è in grado di infondere nelle scarpe fortuna e successo, oppure amore e felicità, a seconda del cliente. Il suo apprendista, Rob, è un giovane con una bella fidanzata, Gail, con la quale sta per sposarsi, ma nonostante ciò ha smania di avere successo, di guadagnare molti soldi e frequentare persone importanti. Una sera Rob prova per caso un paio di scarpe che Anthony tiene in un armadietto, e subito si trasforma in un uomo dell'alta società.

## Clausola infernale
- Titolo originale: The Swap
- Diretto da: John Drury
- Scritto da: Richard Benner
- Interpretato da: Charles Ludlam (Bubba), Maria Manuche (Anna Belle), James Wlcek (Claude Altoose), Timothy Jenkins (il giudice Jean Baptiste)

### Trama
Bubba è un uomo che vive nel bayou, in Louisiana. Egli è di aspetto disgustoso, essendo pieno di pustole, e vive di rendita grazie alla madre, che con le sue conoscenze di stregoneria riuscì a trovare il petrolio in una palude. La madre lasciò a Bubba un libro con tutte le sue ricette magiche, e Bubba cerca di metterle in pratica, soprattutto quella che riguarda lo scambio della mente. Sua moglie Anna Belle è costretta dal contratto matrimoniale a sottostare a tutte le sue richieste, soprattutto a quelle sessuali; ella vorrebbe disfarsi di lui, poiché ha un amante, il giovane Claude, l'autista di famiglia, ma Bubba li sorprende e chiama il giudice Jean Baptiste per far aggiungere una nuova clausola al contratto.

## Che il gioco cominci
- Titolo originale: Let the Games Begin
- Diretto da: John Lewis
- Scritto da: Peter O'Keefe
- Interpretato da: Earl Hindman (Harry Carson), David Groh (l'angelo, Aldo Anderson), Jane Summerhays (il diavolo, Doris Kramer), Willie Reale (il fattorino)

### Trama
Harry Carson è a un raduno di ex allievi, che si svolge in un albergo, e al termine della serata, ubriaco, prende una camera. Poco dopo esservi entrato ha un infarto e muore; un angelo e un diavolo cominciano a contendersi la sua anima, e decidono di fare un gioco: prendono sembianza umana, rispettivamente di Aldo Anderson, un caro amico di Harry, e di Doris Kramer, la sua avvenente cognata, che Harry ha cercato di sedurre per anni. Dopo aver rianimato Harry, ognuno dei due cerca di convincerlo a uscire dalla stanza insieme a sé; chi ci riuscirà, avrà vinto e avrà ottenuto la sua anima: che il gioco cominci.

## Non ascoltare quella radio
- Titolo originale: The Enormous Radio
- Diretto da: Bill Travis
- Scritto da: John Cheever (soggetto), Guy Gallo (sceneggiatura)
- Interpretato da: Christine Estabrook (Irene), John Rothman (Jim), Kate O'Toole (Clare), Peter Webster (John), Frank Ammirati (Max)

### Trama
Irene e Jim sono una coppia che vive in un appartamento di una grande città. I due amano ascoltare la radio, ma questa un giorno si guasta, e Jim, per far felice la moglie, acquista una grande radio a mobile. Un giorno, mentre i due sono a tavola, dalla radio, invece che la musica, cominciano a uscire conversazioni tra persone, che si rivelano essere gli inquilini degli altri appartamenti del palazzo. Irene comincia ad ascoltare queste conversazioni sempre più sovente, giorno e notte, assorbendo le angosce e il dolore di certe situazioni, e chiedendosi se per caso anche gli altri inquilini possano sentire lei e Jim quando parlano tra di loro.